# Монро (Индијана)
Монро (енгл. Monroe) град је у америчкој савезној држави Индијана.

## Демографија
По попису из 2010. године број становника је 842, што је 108 (14,7%) становника више него 2000. године.
| Група             | 2000.       | 2010.       |
| Белци             | 706 (96,2%) | 818 (97,1%) |
| Афроамериканци    | 0 (0,0%)    | 0 (0,0%)    |
| Азијати           | 0 (0,0%)    | 2 (0,2%)    |
| Хиспаноамериканци | 23 (3,1%)   | 19 (2,3%)   |
| Укупно            | 734         | 842         |